# Gustav Schumann (Schriftsteller)

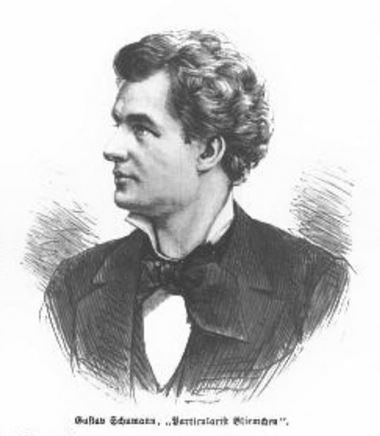
Gustav Schumann (Schriftsteller)

Gustav Schumann (* 20. Mai 1851 in Trebsen/Mulde; † 7. Oktober 1897 in Leipzig) war ein deutscher satirischer Schriftsteller, der in sächsischer Mundart schrieb.

## Leben
Er besuchte das Lehrerseminar in Grimma und nahm am Deutsch-Französischen Krieg teil. Ab 1872 war er Gymnasiallehrer in Leipzig. Mit seinem Bruder Paul Schumann veröffentlichte er Geschichten in satirischen Zeitschriften, in denen die Figur des Fritz Bliemchen aus Dresden im Zentrum stand. Dieser bezeichnet sich als „Particularist“ und stellt in seinen Reden und Handlungen regional beschränkte kleinbürgerliche Verhaltensweisen vor. Seit 1878 erschienen die Geschichten in vielen Broschüren mit Illustrationen.
Zitat:
In einer selbstironischen Haltung zur sprachlichen Diskriminierung wurde in mundartliterarischem Schaffen der Spießbürger karikiert, von denen der „Partikularist Bliemchen“ von Gustav Schumann (1851–1897) die ausgeprägteste Figur war. Bliemchen ist ein engstirniger und geschwätziger Spießbürger, der sächsisch spricht. Mit der „Bliemchenliteratur“, an der sich zahlreiche Humoristen beteiligten, wurde der Spießbürger in der allgemeinen Wahrnehmung zum sächsischen Spießbürger. Die Leser außerhalb Sachsens sahen in der Figur weniger den sächsischen Spießbürger als vielmehr den spießbürgerlichen Sachsen.

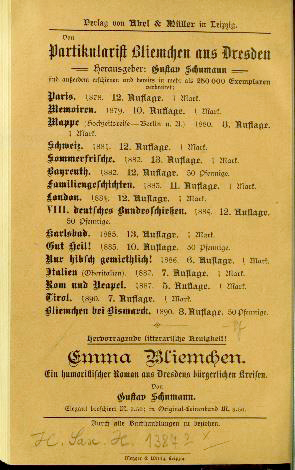
Bliemchen Verlagswerbung

## Schriften (Auswahl)
- Particularist Bliemchen in Paris. Glaser & Schramm, Leipzig 1880.
- Nur hibsch gemiethlich! Ä Stammdischalbum von Fritze Bliemchen aus Dräsen Fer seine lieben Freinde. Reissner, Leipzig 1880.
- Partikularist Bliemchen aus Dresden in Bayreuth. Reissner, Leipzig 1882.
- Partikularist Bliemchen aus Dresden in Karlsbad. Reissner, Leipzig 1884.
- Partikularist Bliemchen aus Dresden in London. Reissner, Leipzig 1884.
- Gut Heil! Den deitschen Durnern. Von Fritze Bliemchen in Dräsen. Reissner, Leipzig 1885 (Digitalisat).
- Partikularist Bliemchen aus Dresden in Rom und Neapel. Mit Illustrationen von Otto Gerlach. Reissner, Leipzig 1887 (Digitalisat).
- Emma Bliemchen. Abel & Müller, Leipzig 1893.